# Hovhannès XII Archarouni
Hovhannès XII Archarouni (arménien : Յովհաննես Արշարունի), né en 1854 à Constantinople (Empire ottoman) et mort le 21 janvier 1929 dans la même ville, est un homme d’Église arménien, patriarche de Constantinople entre 1911 et 1913.

## Biographie
Hovhannès Archarouni naît à Constantinople en 1854. Il fait ses études au lycée de Galatasaray.
Il est un temps professeur dans les écoles arméniennes de la capitale ottomane puis est ordonné prêtre de l’Église apostolique arménienne en 1879.
Il est fait archevêque vingt ans plus tard, en 1899. Il est ensuite nommé patriarche arménien de Constantinople en 1911 mais est poussé à la démission en 1913.
Il meurt le 21 janvier 1929 à Constantinople et est enterré au cimetière arménien de Şişli.